# Батлаичский сельсовет
Батлаичский сельсовет — административно-территориальная единица и муниципальное образование со статусом сельского поселения. в Хунзахском районе Дагестана Российской Федерации.
Административный центр — село Батлаич.

## Население
| 2002  | 2010  | 2012  | 2013  | 2014  | 2015  | 2016  |
| ----- | ----- | ----- | ----- | ----- | ----- | ----- |
| 1786  | ↘1754 | ↘1728 | ↗1754 | ↗1767 | ↘1749 | ↘1741 |
| 2017  | 2018  | 2019  | 2020  | 2021  | 2023  | 2024  |
| ↗1752 | ↘1743 | ↗1746 | ↗1774 | ↘1721 | ↘1715 | ↗1722 |
| 2025  |       |       |       |       |       |       |
| ↗1736 |       |       |       |       |       |       |

## Состав
| № | Населённый пункт | Тип населённого пункта       | Население |
| - | ---------------- | ---------------------------- | --------- |
| 1 | Арада            | село                         | ↘623      |
| 2 | Батлаич          | село, административный центр | ↘1043     |
| 3 | Итля             | село                         |           |